# Crepidomanes striatum
Crepidomanes striatum là một loài dương xỉ trong họ Hymenophyllaceae. Loài này được Thapa mô tả khoa học đầu tiên năm 2002.
Danh pháp khoa học của loài này chưa được làm sáng tỏ. 